# Коралловый остров

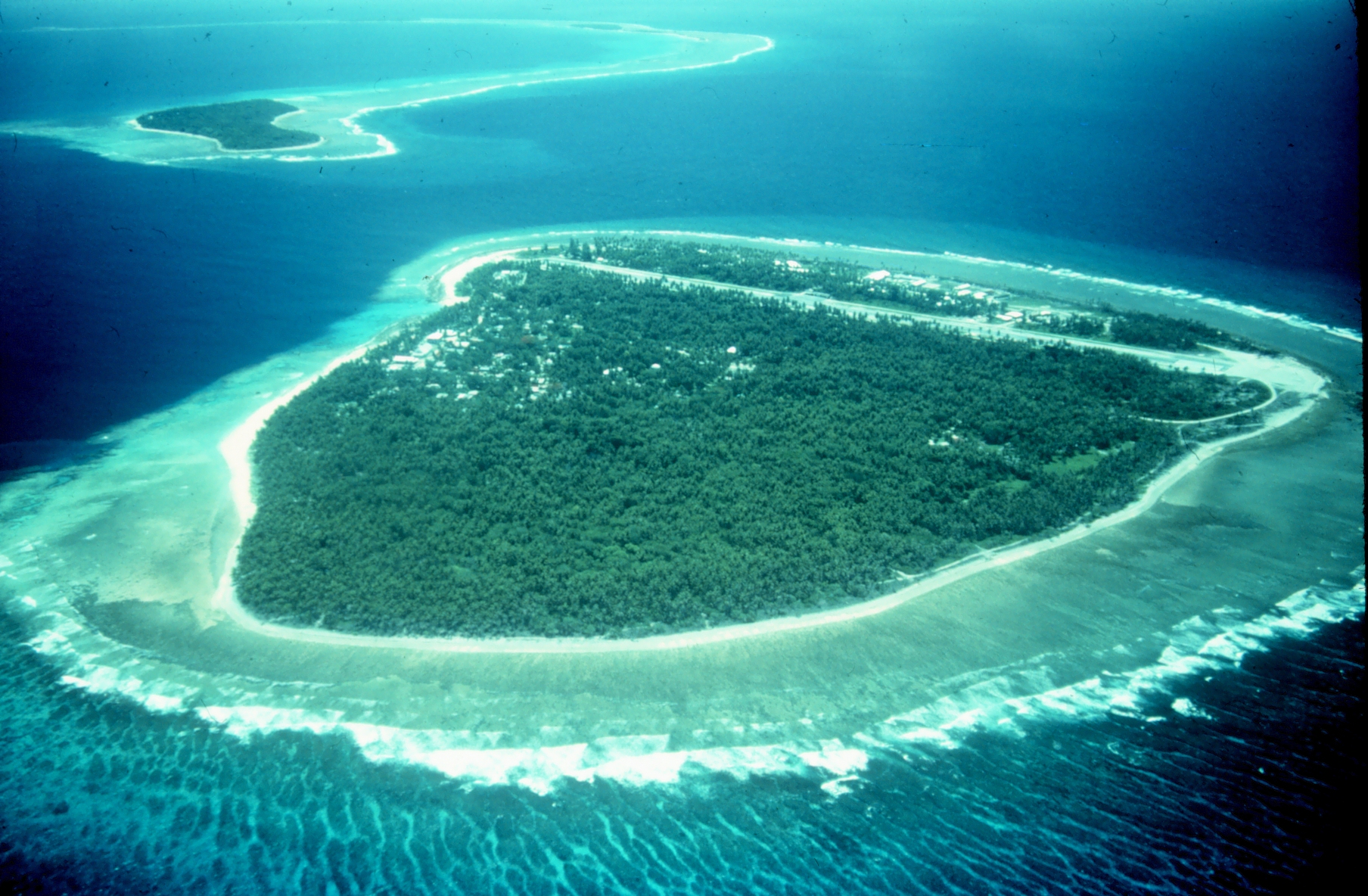
Пример кораллового острова, Один из островков атолла Яп

Коралловый остров — остров, возникший в результате жизнедеятельности рифостроящих организмов в океанах и морях тропического пояса. Коралловый остров в виде сплошного или разорванного кольца называют атоллом. Большинство коралловых островов расположено в Тихом океане.

## Образование острова
Коралловые острова образуются в результате деятельности рифообразующих организмов, это своего рода продолжение формирования коралловых рифов. Чаще всего образуются из продуктов разрушения кораллового рифа, реже — образуются из коралловых известняков в результате поднятия рифа.
Основными рифообразующими организмами являются коралловые полипы и известковые водоросли; также в формировании коралловых рифов принимают участие и другие морские организмы (моллюски, губки, фораминиферы и некоторые зеленые водоросли).
Коралловые полипы создают в процессе жизнедеятельности трубку из кальцевита, называемую кораллом. На этой трубке вскоре появляется дочерний полип, который может не покидать своего родителя. И когда он создаст свою известковую трубочку, то она как правило, срастается с трубкой родителя. Таким образом формируются коралловые скопления. Когда же полипы отмирают, то известняковая трубка остается, и на нее продолжают нарастать другие полипы.

## Примеры коралловых островов
- Мальдивы
- Кокосовые острова
- Маршалловы Острова
- Лаккадивские острова
- Туамоту